# Tayasir
Tayasir, també pronunciat Tiaseer (àrab: تياسير, Tayāsīr), és una vila palestina de la governació de Tubas, al nord de Cisjordània. Es troba a 3 quilòmetres al nord-est de Tubas i 22 quilòmetres al nord-est de Nablus. Limita amb Àqaba a l'est, al-Bikai'a al nord-est, Salhab al nord, 'Aqqaba a l'oest i ath-Thaghra al sud-oest. Segons l'Oficina Central Palestina d'Estadístiques (PCB), Tayasir tenia 2.489 habitants en 2007.

## Història
Es creu que l'assentament a Tayasir data d'època cananea i que el seu nom deriva de la paraula cananea Ashir que vol dir ‘plaer’ o ‘felicitat’. S'hi han trobat diverses troballes arqueològiques, com un palau romà, un almàssera, algunes grutes i una vella mesquita. Una antiga carretera passava pel poble, i s'hi ha trobat ceràmiques romanes d'Orient. Sembla que havia estat anomenada Asher en l'Itinerarium Burdigalense, datat en 333-334.
En els seus escrits del segle X el geògraf àrab medieval al-Muqaddassí s'hi refereix com a Taàssir, i la descriu com un lloc a mig camí entre Nablus i Beisan.
En 1500 els clans àrabs de Jabir i Taleb d'as-Salt a Transjordània s'establiren al lloc i fundaren la vila actual, per la seva ubicació estratègica i les terres de cultiu aïllades. En 1596 va aparèixer als registres d'impostos de l'Imperi Otomà com "Tayasir", un poble a la nàhiya de Jabal Sami al liwà de Nablus. Tenia una població de 39 cases i 9 solters, tots musulmans, i pagaven impostos sobre el blat, l'ordi, els cultius d'estiu, les oliveres, els ingressos ocasionals, cabres, ruscs i una premsa d'olives o raïm.
Un edifici al sud de Tayasir, anomenat el-Kusr, possiblement una tomba, fou descrit per primer cop en 1869 i registrat en 1874. L'explorador francès Victor Guérin també explorà el poble en el mateix període.
En 1877 el tinent Kitchener, de l'equip agrimensor del Fons per a l'Exploració de Palestina, va informar que el poble era abandonat «a causa de les fortes demandes dels impostos i el servei militar obligatori,» mentre que en 1881 Tayasir va ser descrita com un petit poble en un lloc aïllat i fèrtil vall, amb bona terra i la terra cultivable. Al sud del poble hi havia velles oliveres. Els vilatans conreaven fins a l'est de Wady Maleh, i també tenia bones terres prop Yarza. Conder i Kitchener van especular que aquest poble pot haver estat l'antic lloc de la bíblica Tirsa.
En 1900 el terratinent Hassan Hamad va obtenir la majoria de les terres de Tayasir pels deutes dels residents del poble. Trenta anys més tard, la major part de la terra va ser comprada pel Patriarcat Llatí de Jerusalem. Israel va intentar comprar la terra després de l'ocupació de Cisjordània el 1967, però el Patriarcat va rebutjar l'oferta.
Després dels Acords d'Oslo de 1993, Tayasir va quedar sota la jurisdicció de l'Autoritat Nacional Palestina (ANP) i en 1997 es va convertir en un consell del vila. Actualment el consell està compost per onze membres i està dirigit per Akram Dabaq.

## Demografia
Al cens de Palestina de 1922, realitzat per les autoritats del Mandat Britànic, Tayasir (anomenat Tiasir) tenia 146 habitants, tots musulmans. Va augmentar a 192 habitants, tots musulmans llevat de 5 cristians, amb 36 cases ocupades en el cens de Palestina de 1931. En l'enquesta de terra i població de Sami Hadawi de 1945, la població de Tayasir era de 260 i gairebé es va doblar en 1961, arribant a 487. L'Oficina Central d'Estadístiques d'Israel, projectava una població de 1.200 en 1987. En el primer cens oficial de l'Oficina Central Palestina d'Estadístiques (PCB) de 1997, Tayasir tenia 1.753 habitants. Segons el cens de 2007 la població de la vila era de 2.489 habitants.
En el cens de 1997, els homes constituïen el 50,6% la població mentre que les dones comprenien 49,4%. Tayasir representa el 5% de la població de la governació de Tubas. Set famílies apleguen la majoria dels residents del poble: Debik (17%), Abu Muhsen (15%), Wahdan (15%), Sbah (15%), Jabir (11%), Taleb (8%) i Abd al-Rasaq (7%). Altres famílies més petites comprenen el 14% de la població.

## Economia i ús de la terra
La superfície total de Tayasir és de 26.000 dúnams, dels quals aproximadament 500 conformen l'àrea "urbanitzada" del poble. Prop de 5.000 dúnams es classifiquen com a terres de cultiu, dels quals 3.545 es conreen, sobretot arbres fruiters. Les autoritats israelianes hi han confiscat 15.875 dúnams per raons de seguretat i d'ús militar.
L'agricultura és el sector econòmic més important, representant el 82% de la força laboral activa. El segon sector més important és el mercat de treball israelià, el 10% dels treballadors. Entre 2002 i 2006, la renda mediana de les llars es va reduir en un 60% a causa en gran part a les mesures implementades per Israel com a resultat de la Segona Intifada que va començar el 2000. En 2007 l'OCPE havia registrat 49 establiments comercials a Tayasir.